# Pszczolinka pospolita
Pszczolinka pospolita (Andrena flavipes) – gatunek samotnej pszczoły z rodziny pszczolinkowatych. 
Podobnie jak inne pszczolinki, prowadzi samotny tryb życia i gniazduje w samodzielnie wykopanych w ziemi norkach. Może tworzyć liczne agregacje gniazd, jak również gniazdować pojedynczo, na podłożu płaskim lub w różnym stopniu nachylonym. Gniazdując w agregacjach, samice zakładają kolejne gniazda blisko gniazd już istniejących, unikając bardziej oddalonych miejsc, nawet jeśli podłoże wydaje się tak samo zdatne do gniazdowania jak to wewnątrz kolonii. Prawdopodobnie za osiedlanie się samic w obrębie kolonii, a nie poza nią, odpowiadają sygnały zapachowe pochodzące z gniazd. W obrębie kolonii ma również miejsce poszukiwanie przez samce gotowych do kopulacji samic. 
Pszczolinka pospolita nie jest wyspecjalizowana pokarmowo. Udowodniono korzystanie przez samice z pyłku roślin należących do co najmniej 13 różnych rodzin. W poszukiwaniu pokarmu samice oddalają się do 260 m od gniazda, z kolei po eksperymentalnym przemieszczeniu pszczół 10% samic jest w stanie powrócić do gniazda z odległości ponad 530 m, a po przemieszczeniu na odległość 150 m udawało się to połowie testowanych osobników. W ciągu roku występują dwa pokolenia: wiosenne i letnie. 
Pszczolinka pospolita jest zapylaczem niektórych storczyków z rodzaju dwulistnik (Ophrys). W tym wypadku zapylają samce, próbując kopulować z kwiatami przypominającymi im samice ich własnego gatunku. 
Do pasożytów gniazdowych pszczolinki pospolitej należy Nomada fucata, według niektórych źródeł być może również Sphecodes monilicornis. 